# Baby Sisters
A Baby Sisters magyar lányegyüttes volt az 1990-es évek második felében, 1996 és 2001 között. Tagjai Hertelendy Klára, Bognár Éva, Szklenár Gabi voltak. Négy nagylemezük jelent meg, az első (Jó estét nyár, jó estét szerelem) 1997-ben, az utolsó (Lesz, ami lesz) 2000-ben. Az együttes 2001-ben közös megegyezéssel feloszlott. Azóta a három lányból kettő szólókarrierbe kezdett: Bognár Évi egy, míg Szklenár Gabi három szóló nagylemezt jelentetett meg.

## Diszkográfia
Albumok
- Jó estét nyár, jó estét szerelem (1997)
- Hoppá!!! (1998)
- Légy a partnerem! (1999)
- Lesz, ami lesz (2000)

Kislemezek
- Rád gondolok (1997)
- Jó estét nyár, jó estét szerelem (1997)
- Szeress!!! (1997)
- Még egy tánc (1998)
- Csókolj még (1998)
- Szeresd a testem (1999)
- Égben írt szerelem (1999)
- Gyere, lángolj! (1999)
- Lesz, ami lesz (2000)
- Állj mellém! (2001)